# Tomicobia watanabei
Tomicobia watanabei är en stekelart som beskrevs av Kamijo 1981. Tomicobia watanabei ingår i släktet Tomicobia och familjen puppglanssteklar. Inga underarter finns listade i Catalogue of Life.